# Zvuki Mu
Zvuki Mu byla sovětská a ruská rocková skupina vytvořena na počátku osmdesátých let dvacátého století Pjotrem Mamonovem. Skupina v počátcích navazovala na práci britského hudebníka Briana Ena. Později experimentovala s různými hudebními styly. V průběhu let se skupina se několikrát rozpadla a znovu spojila, definitivně ukončila činnost v roce 2005.
V roce 2015 vznikl projekt "Absolutně nové Zvuki Mu", který navával na práci Zvuki Mu.

## Diskografie
- Zvuki Mu (1989)
- Transnadežnosť (1991)
- Krym (1994)
- Grubyj zakat (1995)
- Prostě vešči (1996)
- Instrumentalnije variaciji (1996)
- Žizň amfibij, kak ona jesť (1996)
- Grubyj zakat (1997)
- Škura neubitogo (1999)
- Šokoladnyj Puškin (2000)
- Škura něubitogo (2002)
- Jelektro T. (2002)
- Myši 2002 (2003)
- Zvuki Mu, Pjotr Mamonov – Šokoladnyj Puškin (2003)
- Zeljoněňkij (2003)
- Velikoje molčanije vagona Metro (2003)
- Skazki braťov Grimm (2005)